# Powers (Oregon)
Pour les articles homonymes, voir Powers.
Powers est une municipalité américaine située dans le comté de Coos en Oregon. Lors du recensement de 2010, sa population est de 689 habitants.

## Géographie
Powers se trouve dans le sud-ouest de l'Oregon.
La municipalité s'étend sur 0,64 milles carrés (1,66 km2), dont 0,05 mille carré (0,13 km2) d'étendues d'eau.

## Histoire

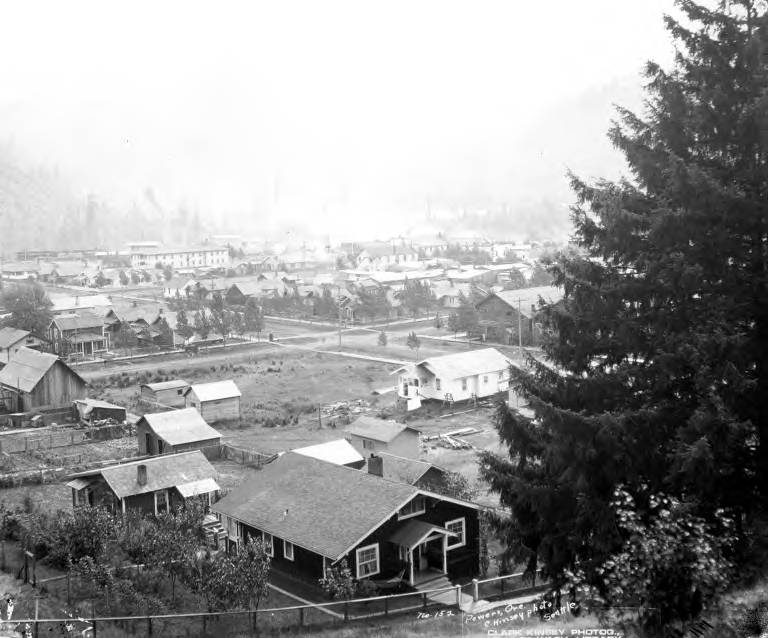
Powers dans les années 1920.

Originaire du Minnesota, Albert Powers arrive dans le sud du comté de Coos en 1907, où il implante un ranch. Une gare et un bourg sont construits autour du ranch par la Smith-Powers Logging Compagny ; ils portent le nom de Powers.
La localité devient une municipalité le 26 décembre 1945.

## Démographie
| Groupe            | Powers | Oregon | États-Unis |
| ----------------- | ------ | ------ | ---------- |
| Blancs            | 85,1   | 83,7   | 72,4       |
| Métis             | 10,0   | 3,8    | 2,9        |
| Amérindiens       | 4,1    | 1,4    | 0,9        |
| Autres            | 0,6    | 7,5    | 20,0       |
| Asiatiques        | 0,3    | 3,7    | 4,8        |
| Total             | 100    | 100    | 100        |
|                   |        |        |            |
| Latino-Américains | 4,4    | 11,8   | 17,37      |

Selon l'American Community Survey, pour la période 2011-2015, 98,38 % de la population âgée de plus de 5 ans déclare parler anglais à la maison, alors que 1,48 % déclare parler l'espagnol et 0,13 % l'allemand.